# John Bellamy Foster

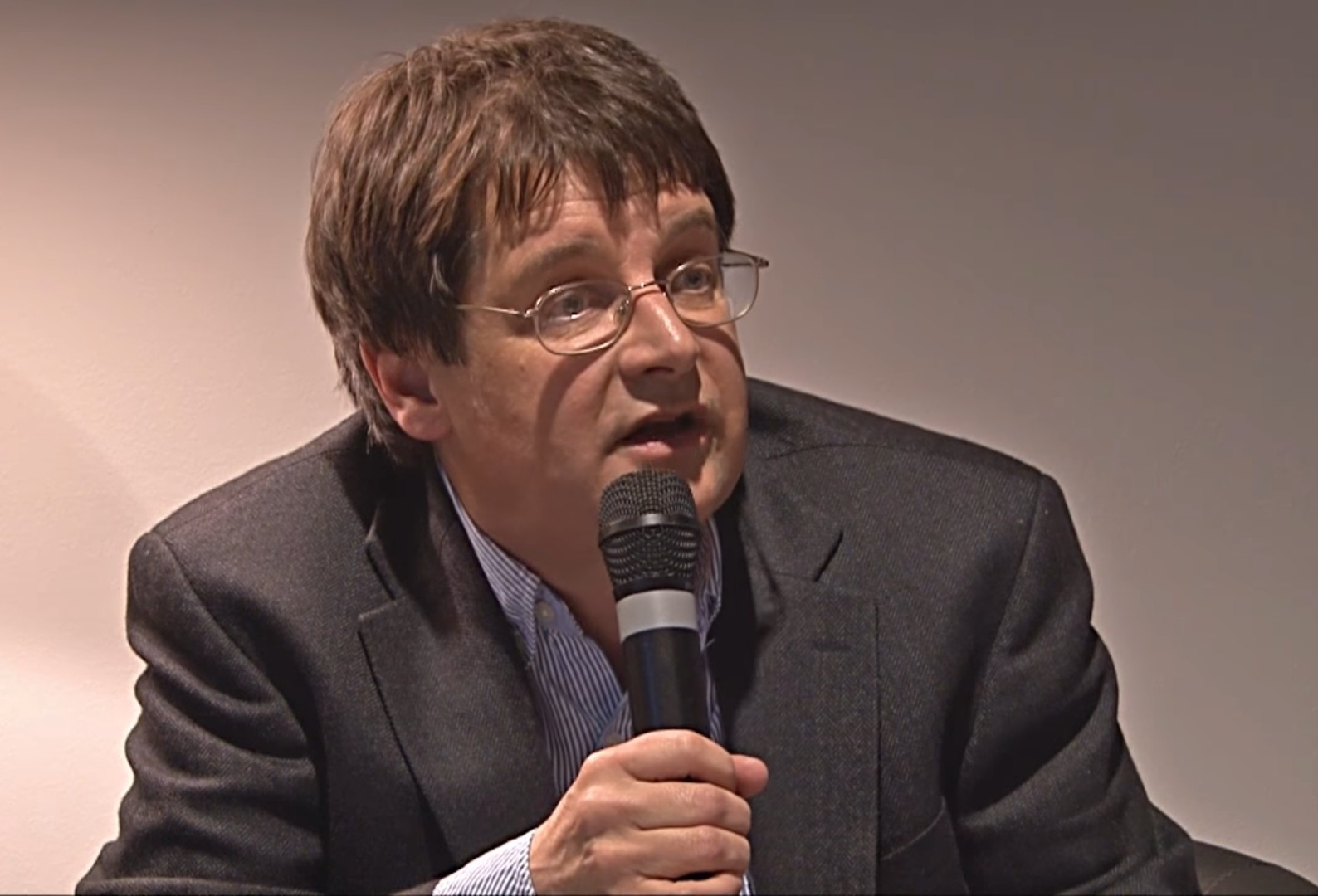
John Bellamy Foster (2013)

John Bellamy Foster (* 19. August 1953) ist ein US-amerikanischer Journalist, Soziologe, Essayist und Ökosozialist sowie Herausgeber des marxistischen Magazins Monthly Review.
Foster ist emeritierter Professor für Soziologie an der University of Oregon in Eugene. Er hat zu Themen wie politische Ökonomie und Umweltsoziologie veröffentlicht und beschäftigt sich dabei insbesondere mit marxistischer Theorie und der Geschichte frühen ökosozialistischen Denkens.
Foster hat Kommentare verfasst zum Entwicklungspfad des Öko-Kommunalismus innerhalb der Szenarienreihe The Great Transition, die die Global scenario group vorgestellt hat.
2020 erhielt Foster für sein Buch The Return of Nature: Socialism and Ecology den Deutscher Memorial Prize.

## Schriften (Auswahl)
- The Faltering Economy: The Problem of Accumulation under Monopoly Capitalism. 1982.
- mit Ellen Meiksins Wood (Hrsg.): In Defense of History: Marxism and the Postmodern Agenda. 1996.
- mit Ellen Meiksins Wood und Robert W. McChesney (Hrsg.): Capitalism and the Information Age: The Political Economy of the Global Communication Revolution. 1998.
- The Vulnerable Planet: A Short Economic History of the Environment. 2. Auflage. 1999.
- Marx’s Ecology: Materialism and Nature. 2000.
  - Deutschsprachige Ausgabe: Marx‘ Ökologie. Materialismus und Natur. Edition assemblage, Münster 2024, ISBN 978-3-96042-175-7.
- Ecology Against Capitalism. 2002.
- mit Robert McChesney (Hrsg.): Pox Americana: Exposing the American Empire. 2004.
- Naked Imperialism: The U.S. Pursuit of Global Dominance. 2006.
- mit Brett Clark und Richard York: Der ökologische Bruch. Laika Verlag, Hamburg 2011, ISBN 978-3-942281-97-3.
- mit Fred Magdoff: Was jeder Umweltschützer über den Kapitalismus wissen muss. Laika Verlag, Hamburg 2012, ISBN 978-3-942281-37-9
- Ökologische Revolution. Frieden zwischen Mensch und Natur. Laika Verlag, Hamburg 2013, ISBN 978-3-942281-41-6.
- mit John Burkett: Marx and the Earth. An Anti-Critique, 2016, ISBN 978-90-04-22924-2.
- The Return of Nature: Socialism and Ecology. 2020, ISBN 978-1-58367-836-7.
- mit Brett Clark: The Robbery of Nature. Capitalism and the ecological Rift. 2020, ISBN 978-1-58367-839-8.
- mit Michael Löwy, Jess Spear, Daniel Tanuro, Christian Zeller: Ökosozialismus. Positionen des klassischen Marxismus Debatten heute, Neuer ISP Verlag, Köln, Karlsruhe 2023, ISBN 978-3-89900-159-4.
- The Dialectics of Ecology. Socialism and Nature, Monthly Review Press 2024, ISBN 978-1-68590-046-5.